# Эмиссионный институт заморских территорий Франции
Эмиссионный институт заморских территорий Франции (фр. Institut d'émission d'Outre-Mer (IEOM)) — государственная организация Франции, уполномоченная осуществлять эмиссию валюты для стран, входящих в Заморские владения Франции. В настоящий момент эмитируемая им валюта французский тихоокеанский франк используется в Французской Полинезии, Новой Каледонии, на островах Уоллис и Футуна, Эмиссионный институт заморских территорий Франции обладает также правами эмиссии на Французских Южных и Антарктических территориях.

## История
С 1888 года правом эмисии валюты для тихоокеанских владений Франции обладал Банк Индокитая (англ. en:Banque de l'Indochine). Банк обладал развитой филиальной сетью в Индокитае и заморских территориях Франции. 25 сентября 1948 года был принят закон, лишающий Банк Индокитая прав на эмиссию валюты для заморских владений Франции, но закон о деятельности Эмиссионного института заморских территорий Франции был принят только 22 декабря 1966, таким образом, де-факто права эмиссии были переданы от Банка Индокитая к Эмиссионному институту только в 1967 году.

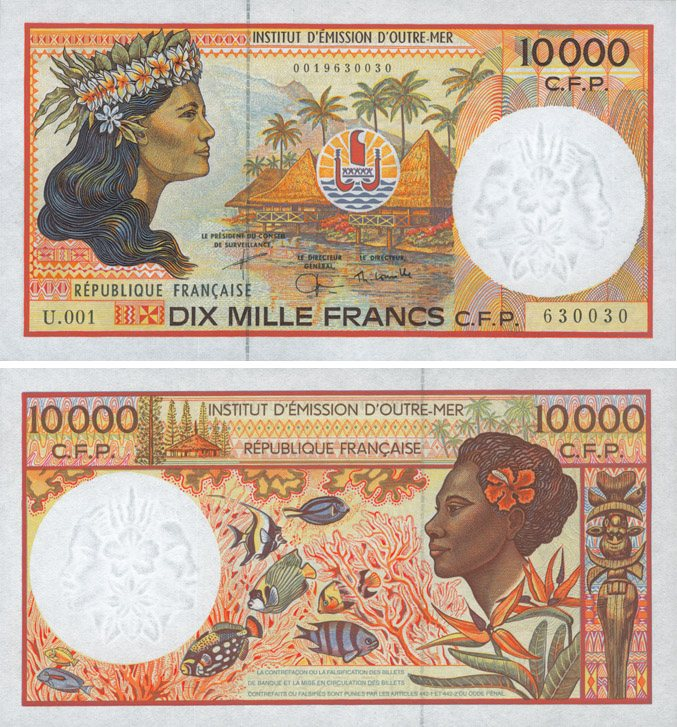
10 000 французских тихоокеанских франков

## Функции
К основным функциям института относятся:
- Эмиссия валюты французский тихоокеанский франк. Является гарантом поддержания его фиксированного курса к евро;
- Банковский надзор в валютной зоне французского тихоокеанского франка;
- Осуществление расчетов, в том числе, в части организации расчетов через Банк Франции.

В отличие от большинства центральных банков, Эмиссионный институт заморских территорий Франции не хранит золотовалютных резервов.